# Cộng hòa Dominica
Cộng hòa Dominica (tiếng Tây Ban Nha: República Dominicana) là một quốc gia trên đảo Hispaniola thuộc quần đảo Đại Antilles của vùng Caribe. Quốc gia này chiếm giữ năm phần tám phía đông của hòn đảo, phần còn lại thuộc về Haiti, khiến Hispaniola trở thành một trong hai hòn đảo duy nhất ở Caribê, cùng với Saint Martin, được hai quốc gia có chủ quyền chia sẻ. Cộng hòa Dominica là quốc gia lớn thứ hai ở Antilles theo diện tích (sau Cuba) với 48.671 kilômét vuông (18.792 dặm vuông Anh), và lớn thứ ba theo dân số, với khoảng 10,8 triệu người (ước tính năm 2020), trong đó khoảng 3,3 triệu người sống ở khu vực đô thị Santo Domingo, thành phố thủ đô. Ngôn ngữ chính thức của đất nước là tiếng Tây Ban Nha.
Người Taíno bản địa đã sinh sống ở Hispaniola trước khi người châu Âu đến, chia vùng đất này thành năm vương quốc. Họ đã xây dựng một xã hội nông nghiệp và săn bắn tiên tiến, và đang trong quá trình trở thành một nền văn minh có tổ chức. Người Taínos cũng sinh sống tại Cuba, Jamaica, Puerto Rico và Bahamas. Christopher Columbus, nhà thủy quân lục chiến người Genova đã ghé vào đây trong chuyến đi đầu tiên vào năm 1492 và tuyên bố chủ quyền hòn đảo cho Castile. Thuộc địa Santo Domingo đã trở thành nơi định cư lâu dài đầu tiên của người châu Âu ở châu Mỹ và là nơi đầu tiên thuộc quyền cai trị của thực dân Tây Ban Nha ở Tân Thế giới; và Đế chế Castilian trở thành đế chế đầu tiên mở rộng quyền lực của mình ra bên ngoài châu Âu kể từ khi Đế chế La Mã sụp đổ. Người Taíno gần như biến mất khỏi hòn đảo, vì họ không có cách nào chống đỡ các bệnh truyền nhiễm của châu Âu mà họ không có khả năng miễn dịch. Các nguyên nhân khác là lạm dụng, tự tử, tan vỡ gia đình, nạn đói, hệ thống encomienda giống hệ thống phong kiến ở châu Âu thời Trung cổ, chiến tranh với người Tây Ban Nha, sự thay đổi lối sống, và hòa trộn với các dân tộc khác. Các luật được thông qua để bảo vệ người da đỏ (bắt đầu bằng Luật Burgos, 1512–1513) không bao giờ thực sự được thực thi.
Năm 1697, Tây Ban Nha công nhận quyền thống trị của Pháp đối với một phần ba phía tây của hòn đảo, quốc gia này trở thành quốc gia độc lập Haiti vào năm 1804. Sau hơn ba trăm năm cai trị của Tây Ban Nha, người dân Dominica tuyên bố độc lập vào tháng 11 năm 1821. Nhà lãnh đạo của phong trào độc lập, José Núñez de Cáceres, dự định thống nhất quốc gia Dominica với quốc gia Gran Colombia, nhưng những người Dominica mới độc lập đã bị Haiti thôn tính vào tháng 2 năm 1822. Độc lập đến 22 năm sau vào năm 1844, sau chiến thắng trong Chiến tranh giành độc lập của Dominica. Trong 72 năm tiếp theo, Cộng hòa Dominica đã trải qua hầu hết các cuộc nội chiến (được tài trợ bởi các khoản vay từ các thương gia châu Âu), một số cuộc xâm lược thất bại của nước láng giềng, Haiti, và một thời gian ngắn trở lại địa vị thuộc địa của Tây Ban Nha, trước khi lật đổ vĩnh viễn người Tây Ban Nha trong Chiến tranh Phục hồi Dominica. năm 1863–1865. Trong thời kỳ này, hai tổng thống đã bị ám sát (Ulises Heureaux năm 1899 và Ramón Cáceres năm 1911).
Hoa Kỳ xâm chiếm Cộng hòa Dominica (1916–1924) do Hoa Kỳ bị Dominica đe dọa không trả nợ nước ngoài; Sau đó là một giai đoạn sáu năm bình lặng và thịnh vượng dưới thời Horacio Vásquez. Từ năm 1930, chế độ độc tài của Rafael Leónidas Trujillo bắt đầu cai trị cho đến khi ông bị ám sát vào năm 1961. Một cuộc nội chiến năm 1965, cuộc nội chiến cuối cùng của đất nước, đã kết thúc bằng sự chiếm đóng của quân đội Hoa Kỳ và tiếp theo là sự cai trị độc tài của Joaquín Balaguer (1966–1978 và 1986–1996). Kể từ năm 1978, Cộng hòa Dominica đã chuyển sang nền dân chủ đại diện, và được Leonel Fernández lãnh đạo trong phần lớn thời gian sau năm 1996. Danilo Medina kế nhiệm Fernández vào năm 2012, giành được 51% số phiếu đại cử tri so với đối thủ là cựu tổng thống Hipólito Mejía. Sau đó, ông đã được Luis Abinader kế nhiệm trong cuộc bầu cử tổng thống năm 2020.
Cộng hòa Dominica có nền kinh tế lớn nhất (theo Bộ Ngoại giao Hoa Kỳ và Ngân hàng Thế giới) trong khu vực Caribe và Trung Mỹ và là nền kinh tế lớn thứ bảy ở Mỹ Latinh. Trong 25 năm qua, Cộng hòa Dominica đã có nền kinh tế phát triển nhanh nhất ở Tây Bán cầu - với tốc độ tăng trưởng GDP thực tế trung bình là 5,3% từ năm 1992 đến năm 2018. Tăng trưởng GDP năm 2014 và 2015 lần lượt đạt 7,3 và 7,0%, cao nhất ở Tây Bán cầu. Trong nửa đầu năm 2016, nền kinh tế Dominica đã tăng trưởng 7,4% tiếp tục xu hướng tăng trưởng kinh tế nhanh chóng. Tăng trưởng gần đây được thúc đẩy bởi xây dựng, sản xuất, du lịch và khai thác mỏ. Đất nước này là nơi có mỏ vàng lớn thứ hai trên thế giới, mỏ Pueblo Viejo. Tiêu dùng tư nhân tăng mạnh do lạm phát thấp (trung bình dưới 1% năm 2015), tạo việc làm và lượng kiều hối cao.
Dân di cư quốc tế mang lại rất nhiều ảnh hưởng đến các quốc gia này, vì đất nước này là nơi đi và đên của cả hai luồng di dân lớn. Dân Haiti nhập cư và việc hội nhập của người Dominica gốc Haiti là vấn đề lớn; tổng dân số có nguồn gốc Haiti được ước tính khoảng 800.000. Có một số lượng lớn người Dominicana hải ngoại, chủ yếu ở Hoa Kỳ, nơi nó khoảng 1,2 triệu người. Họ giúp đỡ phát triển quốc gia bằng cách gửi hàng tỷ đô la cho các gia đình của họ, chiếm một phần mười GDP của Dominica.
Cộng hoà Dominica đã trở thành điểm đến du lịch lớn nhất của Caribe; các sân golf hoạt động quanh năm là một trong các điểm thu hút hàng đầu. Tại quốc gia này có núi cao nhất Caribe, Pico Duarte, cũng như hồ Enriquillo, hồ lớn nhất của Caribê. Quisqueya, như người Dominica thường gọi đất nước của họ, có nhiệt độ trung bình nhẹ (26 °C) và là rất thích hợp sự đa dạng sinh học. Âm nhạc và thể dục thể thao có tầm quan trọng cao nhất trong văn hóa Dominica, với merengue là điệu vũ và ca quốc gia và cũng như bóng chày là môn thể thao ưa thích.

## Lịch sử

### Thời kỳ tiền châu Âu

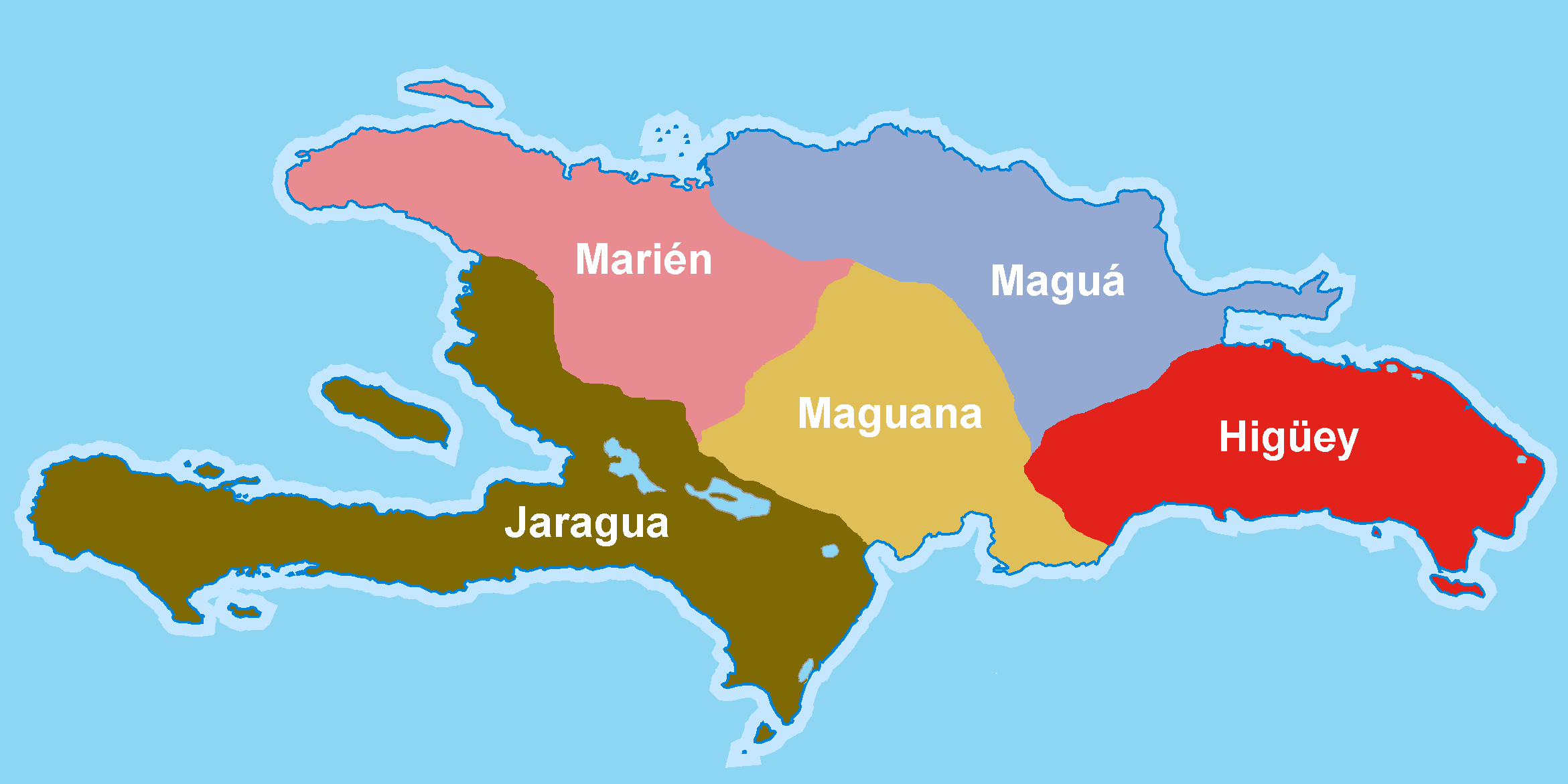
Năm khu vực của Hispaniola

Người Taíno nói tiếng Arawak chuyển đến Hispaniola từ khu vực phía đông bắc của khu vực ngày nay được gọi là Nam Mỹ, di dời những cư dân trước đó, khoảng năm 650 CN Họ làm nghề nông, đánh cá, săn bắn và hái lượm. Dòng sông Caribs hung dữ đã đẩy người Taíno đến đông bắc Caribe, trong suốt phần lớn thế kỷ 15. Các ước tính về dân số của Hispaniola vào năm 1492 rất khác nhau, bao gồm hàng chục nghìn, một trăm nghìn, ba trăm nghìn, và bốn trăm nghìn đến hai triệu. Việc xác định chính xác có bao nhiêu người sống trên đảo vào thời tiền Colombo là điều không thể, vì không có ghi chép chính xác nào tồn tại. Đến năm 1492, hòn đảo được chia thành năm vương quốc Taíno. Tên Taíno cho toàn bộ hòn đảo là Ayiti hoặc Quisqueya.
Người Tây Ban Nha đến hòn đảo này vào năm 1492. Ban đầu, sau những mối quan hệ thân thiện, người Taínos chống lại cuộc chinh phục, do nữ tù trưởng Anacaona của Xaragua và chồng cũ của bà là tù trưởng Caonabo của Maguana, cũng như các tù trưởng Guacanagaríx, Guamá, Hatuey và Enriquillo lãnh đạo. Những thành công sau này đã giúp người dân trên đảo trở thành một vùng đất tự trị trong một thời gian. Trong vòng vài năm sau năm 1492, dân số người Taíno đã giảm mạnh do bệnh đậu mùa, bệnh sởi, và các bệnh khác do người châu Âu mang đến.
Lần bùng phát bệnh đậu mùa đầu tiên được ghi nhận, ở châu Mỹ, xảy ra trên đảo Hispaniola vào năm 1507. Ghi nhận cuối cùng về người Taíno thuần chủng là năm 1864. Tuy nhiên, di sản sinh học Taíno vẫn tồn tại ở một mức độ quan trọng, do sinh sản chéo. Các hồ sơ điều tra dân số từ năm 1514 cho thấy 40% đàn ông Tây Ban Nha ở Santo Domingo đã kết hôn với phụ nữ Taíno, và một số người Dominica ngày nay có tổ tiên là người Taíno. Dấu tích của nền văn hóa Taíno bao gồm các bức vẽ trong hang động của họ, chẳng hạn như hang động Pomier, cũng như các thiết kế đồ gốm, hiện vẫn được sử dụng ở làng nghệ nhân nhỏ Higüerito, Moca.

### Thời kỳ thuộc địa hóa
Christopher Columbus đến hòn đảo này vào ngày 5 tháng 12 năm 1492, trong chuyến đi đầu tiên trong bốn chuyến đi đến châu Mỹ. Ông đã tuyên bố vùng đất này thuộc về Tây Ban Nha và đặt tên nó là La Española, do khí hậu và địa hình đa dạng, khiến ông nhớ đến phong cảnh Tây Ban Nha. Đi xa hơn về phía đông, Columbus bắt gặp sông Yaque del Norte, ở vùng Cibao, mà ông đặt tên là Rio de Oro sau khi phát hiện ra các mỏ vàng gần đó. Khi Columbus trở về trong chuyến hành trình thứ hai, ông đã thành lập khu định cư La Isabela ở nơi ngày nay là Puerto Plata vào tháng 1 năm 1494, và cử Alonso de Ojeda đi tìm vàng trong vùng.
Năm 1496, Bartholomew Columbus, anh trai của Christopher, đã xây dựng thành phố Santo Domingo, khu định cư lâu dài đầu tiên của Tây Âu trong " Thế giới mới". Ngay sau đó, có phát hiện vàng lớn nhất trên đảo được thực hiện ở khu vực trung tâm cordillera, dẫn đến sự bùng nổ khai thác vàng.
Người Castilian ghen tị với sự lãnh đạo của anh em nhà Columbus (người Ý) và do đó bắt đầu buộc tội họ quản lý yếu kém khi báo cáo lại cho Tây Ban Nha. Những lời phàn nàn này đã khiến hai anh em bị loại khỏi vị trí của mình. Francisco de Bobadilla bắt Christopher và hai anh em của ông và tống họ trở về Tây Ban Nha vào năm 1500. Khi về đến Tây Ban Nha, hầu hết các cáo buộc chống lại hai anh em Columbus cho thấy đã bị phóng đại quá mức và Nữ hoàng Isabella I của Castile đã ra lệnh thả họ.
Đến năm 1501, anh họ của Columbus là Giovanni Columbus cũng đã phát hiện ra vàng gần Buenaventura; các mỏ vàng sau đó được gọi là Minas Nuevas. Hai khu vực khai thác chính đã dẫn đến kết quả, một dọc theo San Cristóbal -Buenaventura và một ở Cibao trong tam giác La Vega -Cotuy- Bonao, trong khi Santiago de los Caballeros, Concepcion và Bonao trở thành thị trấn khai thác. Cơn sốt vàng 1500–1508 diễn ra sau đó. Ferdinand II của Aragon "đặt mua vàng từ những mỏ giàu có nhất dành riêng cho Hoàng gia." Như vậy, Ovando tước đoạt các mỏ vàng của Miguel Diaz và Francisco de Garay vào năm 1504, khi mỏ vàng đã trở thành mỏ hoàng gia, mặc dù sa khoáng đã được mở để thăm dò tin. Hơn nữa, Ferdinand muốn những "người da đỏ giỏi nhất" làm việc trong các mỏ hoàng gia của mình, và giữ 967 thợ trong khu vực khai thác San Cristóbal, được giám sát bởi các thợ mỏ làm công ăn lương. :68,71,78,125–127
Theo Pons, dưới quyền thống đốc của Nicolás de Ovando y Cáceres, người da đỏ phải làm việc trong các mỏ vàng, "tại đó họ phải làm việc quá sức, bị ngược đãi và thiếu ăn". Đến năm 1503, Vương miện Tây Ban Nha hợp pháp hóa việc phân bổ người da đỏ đến làm việc tại các mỏ, như một phần của hệ thống encomienda. Theo Pons, "Một khi thổ dân da đỏ vào hầm mỏ, nạn đói và bệnh tật đã xóa sổ họ theo đúng nghĩa đen." Đến năm 1508, dân số người da đỏ khoảng 400.000 người giảm xuống còn 60.000 người, và đến năm 1514, chỉ còn lại 26.334 người. Khoảng một nửa dân số này có ở các thị trấn khai thác mỏ Concepción, Santiago, Santo Domingo và Buenaventura. Cuộc đại chiến năm 1514 đã đẩy nhanh sự di cư của thực dân Tây Ban Nha, cùng với sự cạn kiệt của các khu mỏ. Năm 1516, một trận dịch đậu mùa đã giết chết thêm 8.000 trong số 11.000 người da đỏ còn lại, trong một tháng. Đến năm 1519, theo Pons, "Cả nền kinh tế vàng và dân số của người da đỏ bản địa đều tuyệt chủng cùng một lúc." :191–192
Năm 1501, Quân chủ Công giáo lần đầu tiên cấp phép cho những người thuộc địa ở Caribe nhập khẩu nô lệ châu Phi, và nô lệ bắt đầu đến hòn đảo này vào năm 1503. Cây mía được du nhập vào Hispaniola từ quần đảo Canary, và nhà máy đường đầu tiên ở Thế giới mới được thành lập vào năm 1516, trên Hispaniola. Nhu cầu về một lực lượng lao động để đáp ứng nhu cầu ngày càng tăng của việc trồng mía đã dẫn đến sự gia tăng theo cấp số nhân của việc nhập khẩu nô lệ trong hai thập kỷ sau đó. Các chủ nhà máy đường sớm hình thành một tầng lớp tinh anh thuộc địa mới và thuyết phục nhà vua Tây Ban Nha cho phép họ bầu các thành viên của Real Audiencia từ hàng ngũ của họ. Những người thực dân nghèo hơn sống bằng cách săn những đàn gia súc hoang dã lang thang khắp hòn đảo và bán da của chúng. Cuộc nổi dậy lớn đầu tiên của nô lệ ở châu Mỹ xảy ra ở Santo Domingo trong năm 1522, khi những người Wolofs bị bắt làm nô lệ lãnh đạo một cuộc nổi dậy ở đồn điền sản xuất đường Diego Columbus.

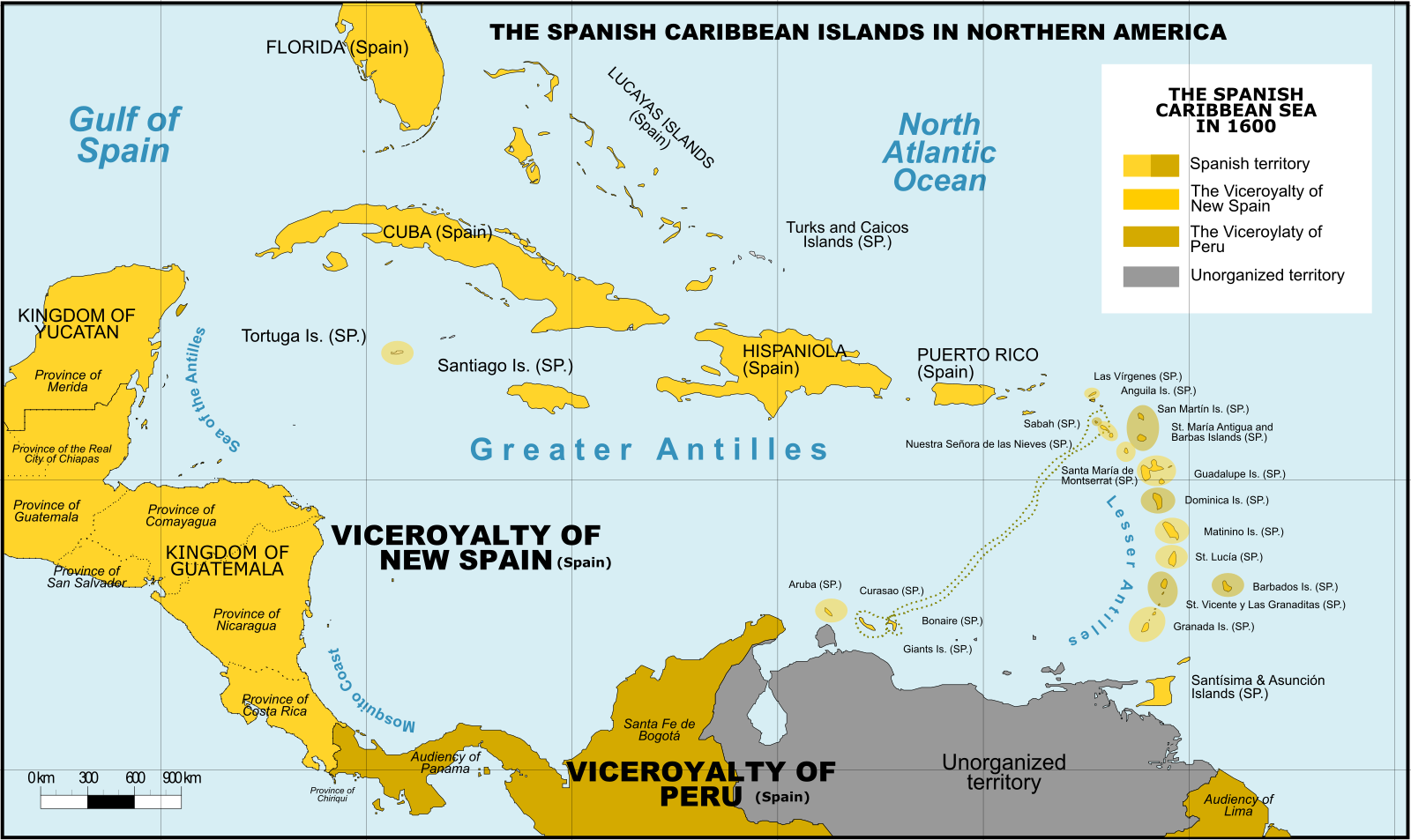
Vùng Caribe thuộc Tây Ban Nha năm 1600

Với cuộc chinh phục lục địa Mỹ, nền kinh tế đồn điền đường của Hispaniola nhanh chóng sa sút. Hầu hết những người thực dân Tây Ban Nha rời đến các mỏ bạc ở Mexico và Peru, trong khi những người nhập cư mới từ Tây Ban Nha bỏ qua hòn đảo này. Nông nghiệp giảm dần, việc nhập khẩu nô lệ mới không còn, và những người thực dân da trắng, người da đen tự do và nô lệ giống nhau sống trong nghèo đói, làm suy yếu hệ thống phân cấp chủng tộc và hỗ trợ cho sự kết hôn đa sắc tộc, dẫn đến một dân số chủ yếu là người gốc Tây Ban Nha, Taíno và châu Phi pha trộn. Ngoại trừ thành phố Santo Domingo, nơi duy trì được một số mặt hàng xuất khẩu hợp pháp, các cảng của Dominica buộc phải dựa vào buôn bán hàng lậu, cùng với chăn nuôi, trở thành một trong những nguồn sinh kế chính của cư dân trên đảo.
Vào giữa thế kỷ 17, Pháp đã gửi dân đến định cư đảo trên Tortuga và bờ biển phía tây bắc của Hispaniola (mà người Tây Ban Nha đã từ bỏ vào năm 1606) do vị trí chiến lược của nó trong khu vực. Để lôi kéo bọn cướp biển, Pháp đã cung cấp cho chúng những phụ nữ bị bắt từ nhà tù, bị buộc tội mại dâm và trộm cắp. Sau nhiều thập kỷ đấu tranh vũ trang với những người Pháp định cư, Tây Ban Nha đã nhượng lại bờ biển phía tây của hòn đảo cho Pháp với Hiệp ước Ryswick năm 1697, trong khi Cao nguyên Trung tâm vẫn thuộc địa phận của Tây Ban Nha. Pháp đã tạo ra một thuộc địa giàu có trên đảo, trong khi thuộc địa của Tây Ban Nha tiếp tục bị suy giảm kinh tế.
Vào ngày 17 tháng 4 năm 1655, các lực lượng Anh đổ bộ lên Hispaniola, và hành quân trên bộ 30 dặm đến Santo Domingo, thành trì chính của Tây Ban Nha trên đảo, và đã bao vây nó. Quân Tây Ban Nha tấn công các lực lượng Anh, đuổi họ chạy về phía bãi biển trong sự kinh hoàng. Người chỉ huy người Anh nấp sau một cái cây, nơi mà theo lời của một trong những người lính của ông, ông ta "bị ám ảnh bởi nỗi kinh hoàng đến mức khó có thể nói được". Quân phòng thủ Tây Ban Nha đã giành được chiến thắng và được thưởng các danh hiệu từ Đế quốc Tây Ban Nha.

### Thế kỷ 18

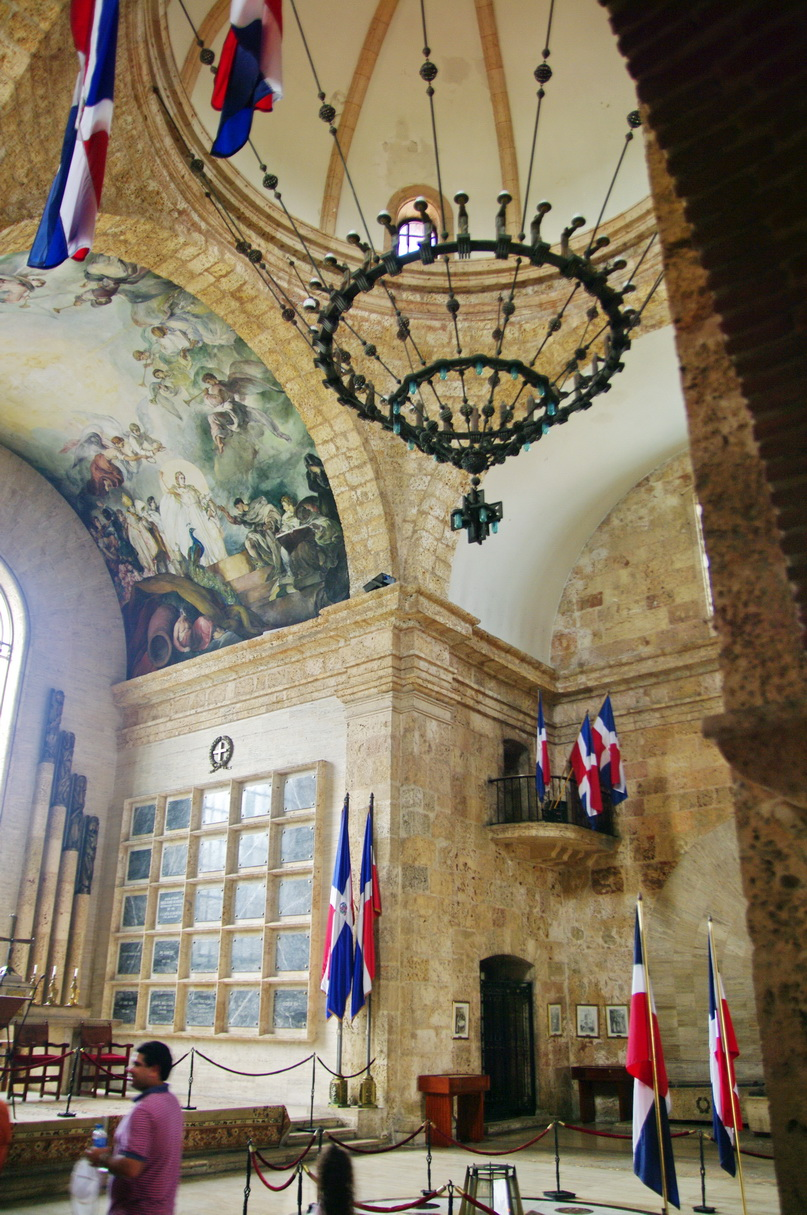
Đền thờ quốc gia ở Santo Domingo được xây dựng từ năm 1714–1746

Nhà Bourbon thay thế Nhà Habsburg ở Tây Ban Nha vào năm 1700, và đưa ra các cải cách kinh tế dần dần bắt đầu phục hồi thương mại ở Santo Domingo. Vương miện dần dần nới lỏng các kiểm soát cứng nhắc và hạn chế đối với thương mại giữa Tây Ban Nha với các thuộc địa và giữa các thuộc địa. Những con tàu cuối cùng ra khơi vào năm 1737; hệ thống cảng độc quyền bị bãi bỏ ngay sau đó. Vào giữa thế kỷ này, dân số hòn đảo đã tăng lên nhờ sự di cư từ quần đảo Canary, tái định cư phần phía bắc của thuộc địa và trồng thuốc lá ở Thung lũng Cibao, và việc nhập khẩu nô lệ đã được đổi mới.
Xuất khẩu của Santo Domingo tăng vọt và năng suất nông nghiệp của hòn đảo tăng lên nhờ sự tham gia của Tây Ban Nha trong Chiến tranh Bảy năm, cho phép các tư nhân hoạt động ngoài Santo Domingo một lần nữa tuần tra các vùng biển xung quanh để bắt các tàu của các thương nhân đối phương. Các tư nhân Dominica đã hoạt động trong Chiến tranh Jenkins 'Ear chỉ hai thập kỷ trước đó, và họ đã giảm mạnh số lượng tàu thương mại của kẻ thù hoạt động ở vùng biển Tây Ấn Độ. Giải thưởng mà họ nhận được được mang về Santo Domingo, tại đó hàng hóa của họ được bán cho cư dân thuộc địa hoặc cho các thương nhân nước ngoài làm ăn ở đó. Dân số nô lệ của thuộc địa cũng tăng lên đáng kể, vì nhiều người châu Phi bị giam cầm đã bị bắt từ các tàu nô lệ của kẻ thù ở vùng biển Tây Ấn Độ.
Giữa năm 1720 và 1774, các thuyền tư nhân của người Dominica đã đi trên vùng biển từ Santo Domingo đến bờ biển Tierra Firme, đón các tàu của Anh, Pháp và Hà Lan để nhận hàng hóa gồm nô lệ châu Phi và các mặt hàng khác.

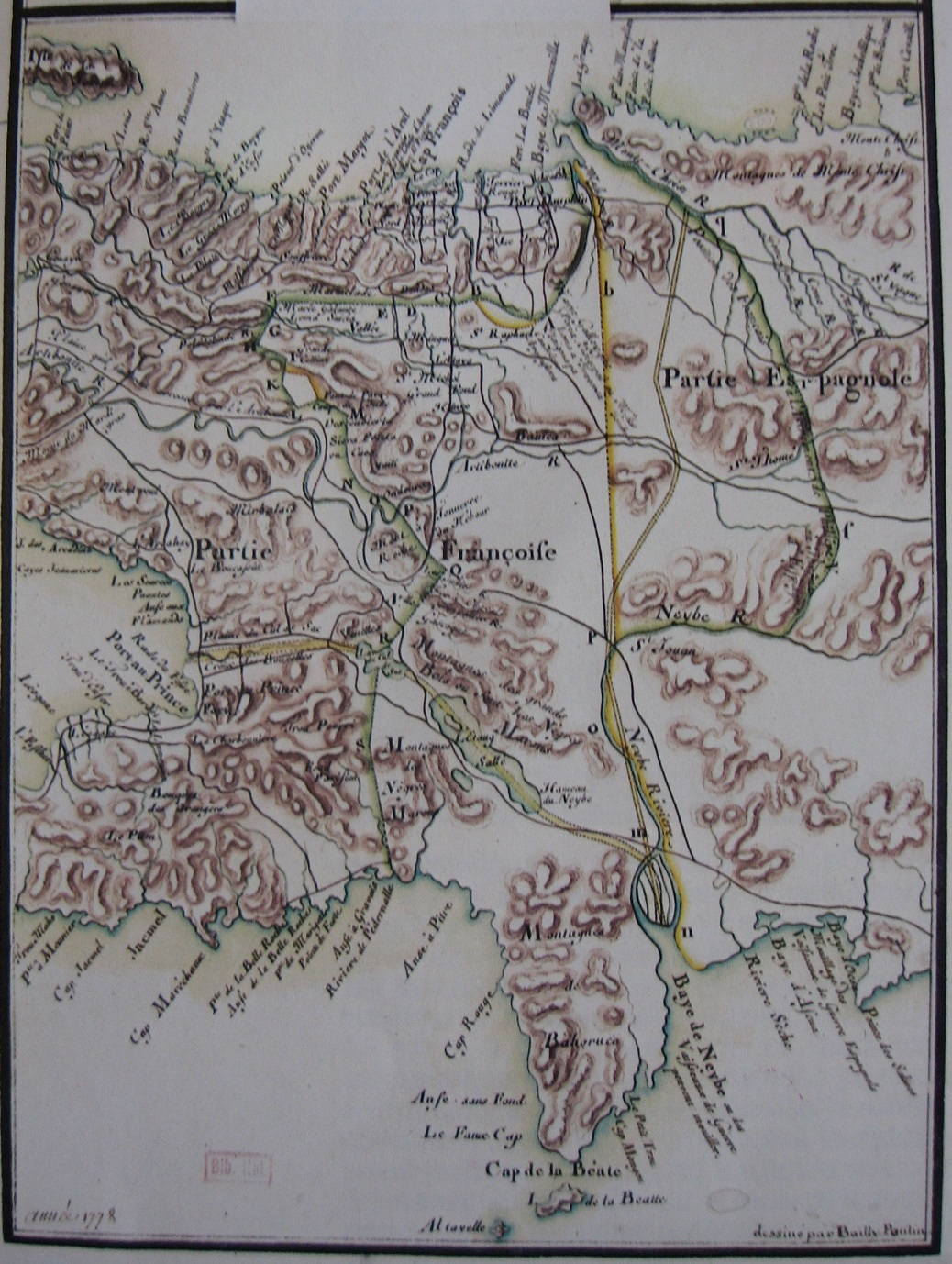
Bản đồ thời đó cho thấy tình hình biên giới trên Hispaniola sau Hiệp ước Aranjuez (1777)

Thuộc địa Santo Domingo đã chứng kiến sự gia tăng dân số trong thế kỷ 18, lên đến khoảng 91.272 người vào năm 1750. Trong số này, khoảng 38.272 người là chủ đất da trắng, 38.000 người da màu hỗn hợp tự do và khoảng 15.000 người là nô lệ.. Điều này trái ngược hẳn với dân số của thuộc địa Saint-Domingue của Pháp (Haiti ngày nay) - thuộc địa giàu có nhất ở Caribê và dân số của một nửa triệu người bị 90% làm nô lệ và có dân số đông gấp bảy lần so với người Tây Ban Nha. thuộc địa của Santo Domingo. Những người định cư 'Tây Ban Nha', vốn có dòng máu lai với người Taínos, Châu Phi và Canary Guanches, tuyên bố: 'Không quan trọng nếu người Pháp giàu hơn chúng tôi, chúng tôi vẫn là những người thừa kế thực sự của hòn đảo này. Trong huyết quản của chúng tôi chảy máu của những người chinh phục anh hùng, những người đã giành được hòn đảo này bằng gươm và máu.'
Khi các hạn chế đối với thương mại thuộc địa được nới lỏng, giới tinh hoa thuộc địa của Saint-Domingue đã cung cấp thị trường chính cho các mặt hàng xuất khẩu thịt bò, da sống, gỗ mahogany và thuốc lá của Santo Domingo. Với sự bùng nổ của Cách mạng Haiti năm 1791, các gia đình giàu có ở thành thị có liên hệ với bộ máy hành chính thuộc địa đã bỏ trốn khỏi đảo, trong khi hầu hết những hateros (chủ trang trại gia súc) vẫn ở lại, mặc dù họ đã mất thị trường chính.
Lấy cảm hứng từ những tranh chấp giữa người da trắng và người da trắng ở Saint-Domingue, một cuộc nổi dậy của nô lệ đã nổ ra ở thuộc địa của Pháp. Mặc dù dân số của Santo Domingo có lẽ chỉ bằng 1/4 so với Saint-Domingue, nhưng điều này không ngăn cản được Vua Tây Ban Nha phát động một cuộc xâm lược vào phía thuộc Pháp của hòn đảo vào năm 1793, cố gắng chiếm toàn bộ hoặc một phần phía tây. gồm một phần ba của hòn đảo trong một liên minh tạm thời với những nô lệ nổi loạn.
Vào tháng 8 năm 1793, một nhóm quân Dominica đã tiến vào Saint-Domingue và kết nối với quân nổi dậy Haiti. Tuy nhiên, những kẻ nổi dậy này nhanh chóng phản bội Tây Ban Nha và thay vào đó đầu quân cho Pháp. Người Dominica không bị đánh bại về mặt quân sự, nhưng bước tiến của họ đã bị hạn chế, và khi vào năm 1795, Tây Ban Nha nhượng Santo Domingo cho Pháp theo Hiệp ước Basel, các cuộc tấn công của người Dominica vào Saint-Domingue chấm dứt. Sau khi Haiti giành độc lập vào năm 1804, người Pháp vẫn chiếm Santo Domingo cho đến năm 1809. Tây Ban Nha giành lại Santo Domingo theo Hiệp ước Paris (1814).

### 1996–hiện tại

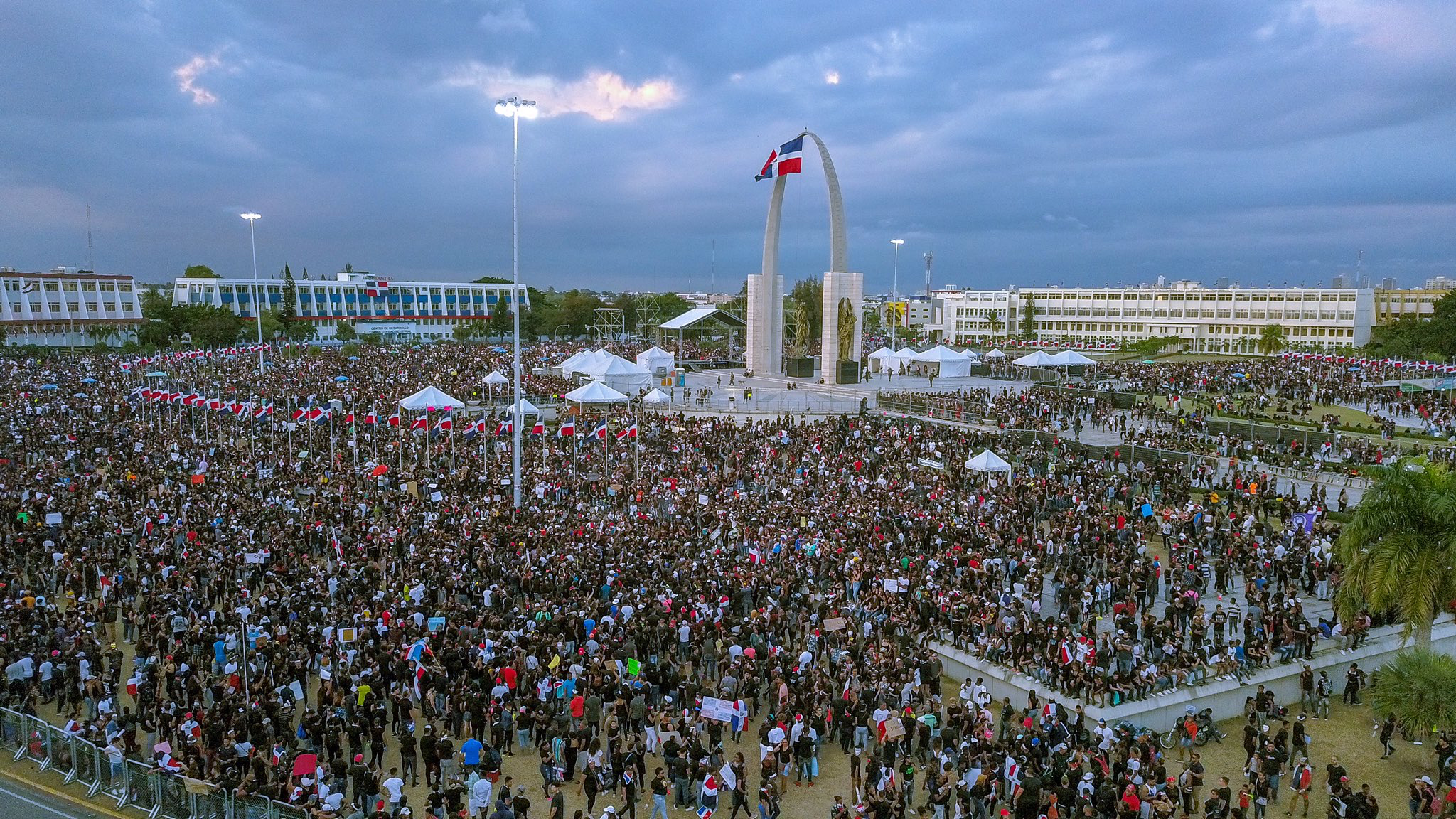
Biểu tình Cộng hòa Dominica năm 2020 tại Plaza de La Bandera, Santo Domingo

Danilo Medina thuộc Đảng Giải phóng Dominica trúng cử tổng thống vào năm 2012 và được tái cử vào năm 2016. Nhiệm kỳ của ông chứng kiến sự gia tăng tội phạm, tham nhũng và suy yếu hệ thống tư pháp. Trong cuộc bầu cử tổng thống năm 2020 diễn ra một vài tuần sau các cuộc biểu tình chống chính phủ trên cả nước, ứng cử viên phe đối lập Luis Abinader trúng cử tổng thống, chấm dứt 16 năm cầm quyền của Đảng Giải phóng Dominica. Trong cuộc bầu cử tổng thống năm 2024, Abinader được tái cử nhiệm kỳ thứ hai. Chính sách cứng rắn của ông đối với người nhập cư từ Haiti được cử tri đánh giá cao.

## Địa lý
Cộng hòa Dominica là một quốc đảo thuộc vùng biển Caribbean, nằm ở phía đông và chiếm đến hai phần ba đảo Hispaniola. Một phần ba ở phía tây của Hispaniola là đất nước Haiti. Địa hình của quốc đảo này gồm vùng đồng bằng ven biển, bốn dãy núi gần như song song trải dài theo hướng Tây-Đông, thung lũng đất đen màu mỡ Cibao trải rộng ở phía Bắc dãy Cordillera Central.

### Khí hậu
Cộng hòa Dominica có khí hậu xích đạo tại vùng ven biển, vùng đất thấp và khí hậu xavan tại hầu hết vùng Cibao.

## Chính trị

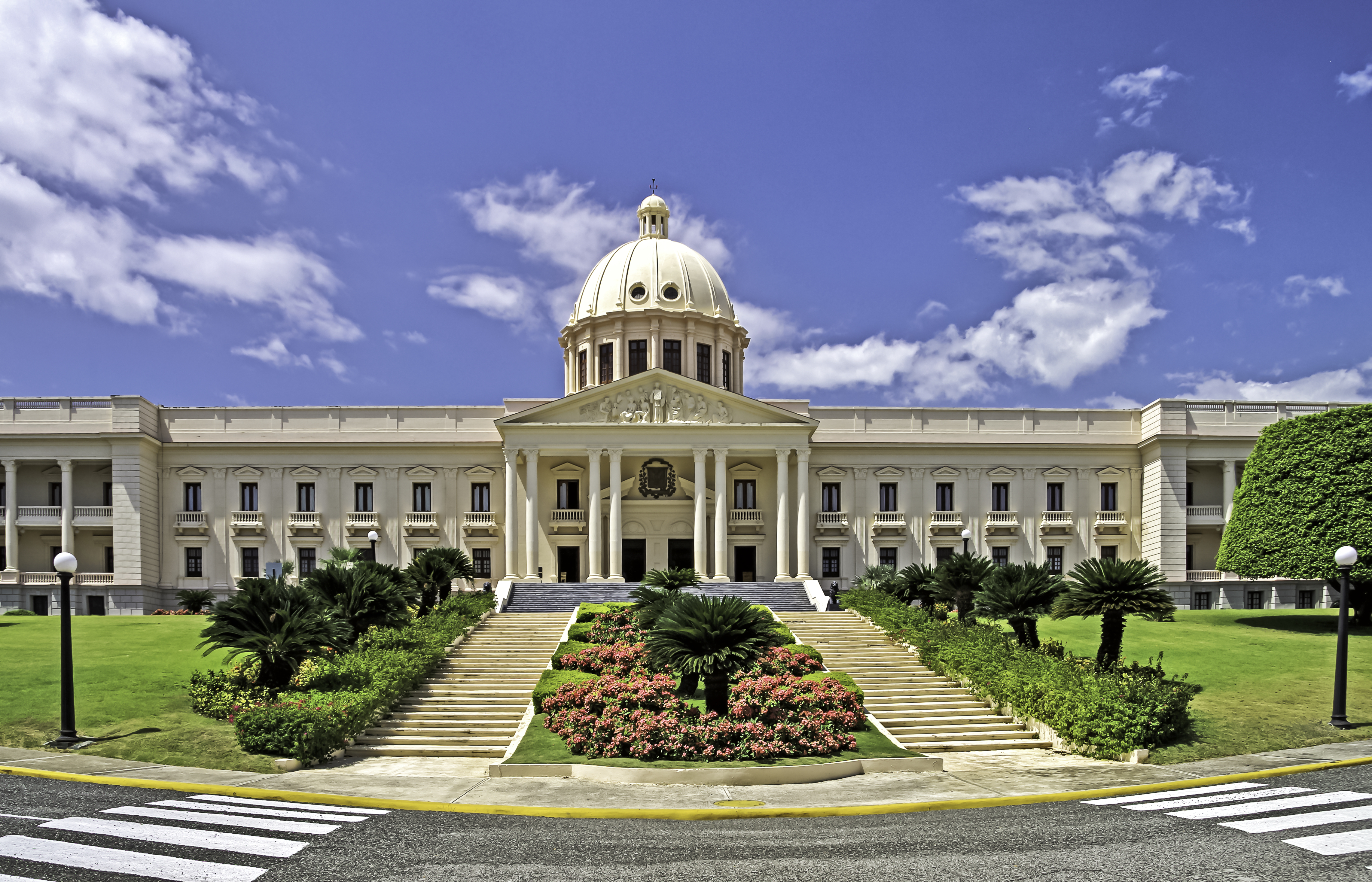
Cung điện Quốc gia tại Santo Domingo

Cộng hòa Dominica là một nước cộng hòa tổng thống chế theo nguyên tắc tam quyền phân lập. Tổng thống là nguyên thủ quốc gia kiêm người đứng đầu chính phủ, tổng tư lệnh lực lượng vũ trang và có nhiệm vụ thi hành luật và bổ nhiệm bộ trưởng. Tổng thống và phó tổng thống được bầu trực tiếp với nhiệm kỳ bốn năm. Quốc hội là cơ quan lập pháp lưỡng viện, gồm Thượng viện và Hạ viện. Thượng viện gồm 32 thượng nghị sĩ, Hạ viện gồm 190 hạ nghị sĩ.

### Phân cấp hành chính

Tỉnh của Cộng hòa Dominica

Cộng hòa Dominica có 31 tỉnh và một đơn vị hành chính đặc biệt là Distrito Nacional, nơi có thủ đô Santo Domingo. Dưới cấp tỉnh là cấp đô thị tự trị (municipio).
Danh sách tinh và Distrito Nacional:
|  |  | 1. Distrito Nacional 2. Azua 3. Bahoruco 4. Barahona 5. Dajabón 6. Duarte 7. Elías Piña 8. El Seibo 9. Espaillat 10. Hato Mayor 11. Hermanas Mirabal | 1. Independencia 2. La Altagracia 3. La Romana 4. La Vega 5. María Trinidad Sánchez 6. Monseñor Nouel 7. Monte Cristi 8. Monte Plata 9. Pedernales 10. Peravia 11. Puerto Plata |  | 1. Samaná 2. Sánchez Ramírez 3. San Cristóbal 4. San José de Ocoa 5. San Juan 6. San Pedro de Macorís 7. Santiago 8. Santiago Rodríguez 9. Santo Domingo 10. Valverde |

## Kinh tế
Tính đến cuối năm 2020, Cộng hòa Dominica giữ vị trí số 1 về quy mô GDP của vùng Caribe, đạt gần 79 tỉ USD; GDP bình quân đầu người đạt 7.530 USD.
Mặc dù sản xuất đường là ngành kinh tế truyền thống, song hiện nay niken và sắt đã trở thành những mặt hàng xuất khẩu chính Dominica là nước đứng đầu Mỹ Latinh và thứ 5 thế giới về khai thác vàng; điện năng sản xuất đạt 6,7 tỷ kWh, tiêu thụ 6,7 tỷ kWh. Du lịch là ngành thu nhiều ngoại tệ nhất; xuất khẩu đạt 1 tỷ USD, nhập khẩu 3,6 tỷ USD, nợ nước ngoài: 3,6 tỷ USD.
Những sản phẩm từ các loại cây công nghiệp (mía, cà phê, ca cao, thuốc lá) và niken là nguồn xuất khẩu chủ yếu của đảo này. Việc thành lập khoảng 40 khu chế xuất công nghiệp và sự phát triển ngành du lịch tạo nên một nền kinh tế năng động không thể phủ nhận. Tuy nhiên, mức sống vẫn còn thấp, mức lạm phát cao và kinh tế phụ thuộc nhiều vào Hoa Kỳ.

## Nhân khẩu
Năm 2018 dân số của Cộng hòa Dominica là 10.627.141 người, so với 2.380.000 người vào năm 1950. Năm 2010, 31,2% dân số dưới 15 tuổi và 6% trên 65 tuổi. Tỷ lệ giới tính là 102,3 nam trên 100 nữ vào năm 2020.

### Dân tộc và chủng tộc
Chủng tộc tại Cộng hòa Dominica (năm 2022)

### Tôn giáo
Tôn giáo tại Cộng hòa Dominica (2017)

### Đô thị
| 1  | Santo Domingo            | Distrito Nacional    | 4,274,651 |
| 2  | Santiago                 | Santiago             | 771,748   |
| 3  | La Vega                  | La Vega              | 282,055   |
| 4  | La Romana                | La Romana            | 270,686   |
| 5  | Higüey                   | La Altagracia        | 266,091   |
| 6  | San Francisco de Macorís | Duarte               | 217,523   |
| 7  | San Pedro de Macorís     | San Pedro de Macorís | 202,716   |
| 8  | Puerto Plata             | Puerto Plata         | 162,093   |
| 9  | Baní                     | Peravia              | 158,019   |
| 10 | Punta Cana               | La Altagracia        | 148,993   |

### Giáo dục
Chương trình giáo dục miễn phí đến bậc trung học. Tuy nhiên, nhiều trẻ em vẫn không được đến trường do phải phụ giúp cha mẹ. Cả nước có khoảng 81% số học sinh đi học và khoảng 1/3 số đó tốt nghiệp. Các nguồn tài trợ cho giáo dục còn rất hạn chế. Cộng hòa Dominica có một số trường đại học và trường thương mại.

### Y tế
Năm 2020, sinh suất của Cộng hòa Dominica là 18,5 trên 1.000 dân và tử suất là 6,3 trên 1.000 dân.